# Jens Gran Gleditsch
Jens Gran Gleditsch, född den 6 december 1860 i Voss, död 27 oktober 1931, var en norsk biskop. Han var farbror till Ellen Gleditsch.
Gleditsch blev student 1878 och teologie kandidat 1883, verkade som lärare i Trondhjem till 1887, var därefter sockenkaplan (kaldskapellan) på Listerlandet till 1891 och sjömanspräst i Antwerpen 1891-1897, stiftskapellan i Kristiania stift 1902-1912, kyrkoherde i Arendal 1913-1917 och domprost i Kristiania 1918-1923. 
Han utnämndes 19 maj 1923 till biskop i Nidaros bispedømme. Vigningen, som ägde rum den 2 september samma år, förrättades av Agderbiskopen Bernt Støylen, på grund av att Oslobiskopen Johan P. Lunde av teologiska skäl inte ville genomföra akten. Gleditsch blev emeritus 1928. Han var 1903-1906 förordnad att vid Kristiania universitet hålla föreläsningar i systematisk teologi.  Lunds universitet kallade honom 1918 till hedersdoktor.
Gleditschs skriftställarskap omfattar böcker, tidskriftsartiklar, betraktelser och bokanmälningar; särskilt märks Jesus og dogmat (1909), Andagtsbok (1912), Norsk kirkepolitik (1913), I ufredstid (1914), Kristelig religionslære i omrids (1915), Konfirmationsbok (1916), Reformationens profil gjennem tiderne (1917) och Guds omsorg for os (1921). Gleditsch var med om att uppsätta "Norsk kirkeblad" och redigerade det en tid. 
Gleditsch karakteriserades som den fria tankens och det fria ordets man. Hans författarskap utmärktes av fullödig personlig kraft och var fullständigt fritt från banalitet. Han förklarade själv, att han arbetade för nationell kristendom med vid horisont, liberal grundriktning med statssocial färg, större lärofrihet med kraftig personlig religiositet.